# Malick Bolivard
Malick Bolivard (* 17. Juni 1987 in La Trinité, Martinique) ist ein französischer ehemaliger Fußballspieler.

## Karriere

### Anfänge in Frankreich
Der auf der französischen Karibik-Insel Martinique geborene Bolivard kam im Alter von fünf Jahren ins metropolitane Frankreich, wo er ab seinem achten Lebensjahr begann, Fußball zu spielen. Dabei durchlief er die Jugendabteilungen der Vereine Amicate Antillaise, FC Chartres, CS Sedan sowie FC Tours, bevor er ab 2005 den Herrenmannschaften des SM Caen angehörte. Zum Einsatz kam Bolivard jedoch ausschließlich für die Reservemannschaft des Zweitligisten, woraufhin er 2007 zum Zweitliga-Konkurrenten LB Châteauroux wechselte, bei dem er ebenfalls ausschließlich in der Reservemannschaft eingesetzt wurde.

### Wechsel ins Ausland zu Hertha BSC
Daraufhin verließ Bolivard im Sommer 2007 Frankreich und schloss sich dem deutschen Bundesligisten Hertha BSC an, bei dem er erneut der Reservemannschaft zugeteilt wurde. In der Spielzeit 2007/08 der viertklassigen Oberliga Nordost absolvierte Bolivard zumeist als Einwechselspieler 22 Einsätze für die zweite Mannschaft der Hauptstädter, in denen er mit insgesamt sechs erzielten Toren zur Qualifikation des Teams zur ab der Folgesaison nur noch viertklassigen Regionalliga beitrug. In dieser bestritt Bolivard 2008/09 weitere 26 Einsätze für die Reserve der Hertha, wobei ihm lediglich zwei Tore gelangen, woraufhin sein im Sommer 2009 auslaufender Vertrag nicht mehr verlängert wurde.

### Bolivard bei Hansa Rostock
Im F.C. Hansa Rostock fand Bolivard einen neuen Arbeitgeber, der ihn zunächst ebenfalls der Regionalliga-Mannschaft des Vereins zuteilte, obgleich Trainer Andreas Zachhuber Bolivard während der Vorbereitung auch in Freundschaftsspielen der Zweitliga-Mannschaft eingesetzt hatte. Im September 2009 berief Zachhuber ihn jedoch fest in die Lizenzmannschaft, nachdem Bolivard mit drei Toren in fünf Partien der Regionalliga-Spielzeit 2009/10 auf sich aufmerksam gemacht hatte. Am 20. September 2009 debütierte er daraufhin beim Auswärtsspiel in Augsburg für Rostocks Zweitliga-Mannschaft, kam nach einem weiteren Zweitligaspiel Anfang Oktober 2009 aber wieder in der Regionalliga-Mannschaft zum Einsatz. Mit dieser erreichte Bolivard zwar den Klassenerhalt als Tabellenzwölfter, da Hansas Lizenzmannschaft im Sommer 2010 in die 3. Liga abstieg, wurde die Reserve aus Kostengründen aber dennoch in die fünftklassige Oberliga zurückgezogen. 2010/11 spielte Bolivard daraufhin zwar weiterhin auch für Rostocks Reservemannschaft, wurde von Peter Vollmann aber zumeist in den Kader der Profis berufen und als Einwechselspieler vermehrt in der 3. Liga eingesetzt. So kam Bolivard zu insgesamt elf Drittligaspielen, mit denen er Anteil am schließlich erreichten Wiederaufstieg der Hanseaten hatte. Zudem trug er mit zwei Einsätzen zum Gewinn des Landespokals Mecklenburg-Vorpommern in dieser Spielzeit bei.

### Weitere Stationen
Zum Saisonende wurde Bolivards auslaufender Vertrag in Rostock nicht mehr verlängert, weshalb er zur Folgesaison 2011/12 zum Drittligisten SV Babelsberg 03 wechselte. Bereits am 26. Oktober 2011 löste er seinen Vertrag aus persönlichen Gründen auf. Anschließend schloss sich Bolivard dem Schweizer Klub FC Kirchberg an. Zur Saison 2012/13 wechselte er zum Regionalligisten Torgelower SV Greif. Seit Januar 2013 spielt er beim VfB Germania Halberstadt in der Regionalliga.